# Cesare Gazzani
Cesare Roberto Battista Gazzani (Campobasso, 26 giugno 1884 – Monticelli di Lebda, 12 giugno 1912) è stato un militare italiano.
Tenente di fanteria, fu insignito della Medaglia d'oro al valor militare alla memoria per la difesa dei Monticelli di Lebda durante la guerra italo-turca.

## Biografia
Nato a Campobasso il 26 giugno 1884, figlio di Augusto ed Elisa Ardigò, dopo aver compiuto gli studi primari e secondari nella città natale decise di intraprendere la carriera militare. Nel novembre del 1904 entra presso l'Regia Accademia Militare di Modena, da cui esce con il grado di Sottotenente di fanteria nel 1906. La sua prime destinazione è presso l'87º Reggimento di fanteria della Brigata "Friuli", di stanza a Siena dove, dopo tre anni, ottiene la promozione al grado di Tenente in Servizio Permanente Effettivo (S.P.E.).
Con lo scoppio della guerra italo-turca si offrì volontario, e fu assegnato ai complementi dell'89º Reggimento di fanteria. Partì da Napoli per raggiungere Tripoli in data 18 dicembre del 1911, e alla sua compagnia venne assegnato il compito di difendere la città. Il 30 gennaio l'11ª compagnia fucilieri dell'89º Reggimento fanteria della Brigata "Salerno" viene trasferita ad Homs, dove egli si mise subito in luce per le sue doti militari. Il 27 febbraio 1912 guidò brillantemente un attacco di sorpresa che permise al suo plotone, il 2°, di conquistare la più alta vetta di El-Mergheb. La notte successiva respinse un contrattacco degli arabo-turchi che aveva per obiettivo la riconquista della posizione. Alle ore 4:00 del 12 giugno 1912 un migliaio di arabo-turchi, approfittando della totale oscurità, attaccarono violentemente il gruppo di opere difensive dei Monticelli di Lebda, difeso da circa 50 soldati italiani. Gli arabi riuscirono a penetrare nel fortino B, da lui difeso, e ne seguì un durissimo combattimento corpo a corpo. Coraggiosamente incitò i suoi soldati a fare coraggiosamente fronte al nemico, che riportò gravi perdite. Morì durante il combattimento insieme a 19 uomini del suo plotone, ma il loro sacrificio diede tempo ad una colonna di soccorso italiana di arrivare sul posto e respingere l'attacco. Per il suo sacrificio fu insignito della Medaglia d'oro al valor militare alla memoria. La sua città natale lo ha ricordato intitolandogli una via.